# Зариф, Мохаммад Джавад
Мохаммад-Джавад Зариф (перс. محمدجواد ظریف‎; род. 8 января 1960, Тегеран, Иран) — иранский дипломат и государственный деятель. Министр иностранных дел Ирана с 15 августа 2013 по 25 августа 2021 года.

## Биография
Родился 8 января 1960 года в Тегеране в «зажиточной, набожной и политически консервативной купеческой семье». Его отец был одним из самых известных предпринимателей Исфахана, а его мать была дочерью одного из самых известных бизнесменов Тегерана. Был единственным ребёнком в семье. В детстве родители не разрешали ему смотреть телевизор, слушать радио и читать прессу.

## Образование
В 1976 году окончил престижную частную религиозную школу «Алави», обучаясь в которой он познакомился с трудами Али Шариати и Махмуда Талегани.
В 17 лет по международной студенческой визе отправился в США, где поступил в частный колледж Дрю, расположенный в Сан-Франциско, штат Калифорния. По окончании колледжа поступил в Университет штата Калифорния в Сан-Франциско, получив в 1981 году степень бакалавра гуманитарных наук, а в 1982 году — степень магистра международных отношений.
В 1984 году окончил Школу международных отношений имени Йозефа Корбела при Денверском университете (штат Колорадо, США), получив вторую магистерскую степень по международным отношениям, а в 1988 году — степень доктора философии в сфере международного права и политики. Автор книги «Самооборона в международном праве и политике» (Self-defense in International Law and Policy), изданной в Денверском университете в 1988 году.

## Деятельность
До 1989 года — первый помощник министра иностранных дел Ирана Али-Акбара Велаяти.
С 1989 по 1992 год — заместитель постоянного представителя Ирана при ООН.
С 1992 по 2002 год — заместитель министра иностранных дел по международным отношениям и праву. В 1993 году возглавил делегацию Ирана в Ираке на переговорах по спорным вопросам, оставшимся после войны 1980—1988 годов, а также по судьбе военнопленных. Одновременно был профессором международного права Тегеранского университета, входил в редакторский совет ряда научных журналов, в том числе «Журнала по вопросам международных отношений и иранской внешней политики», в которых публиковал статьи по разоружению, правам человека, международному праву и региональным конфликтам.
В 2000 году был председателем Комиссии ООН по разоружению.
С 5 августа 2002 по 6 июля 2007 года — постоянный представитель Исламской Республики Иран при ООН.
В 2003—2005 годах был членом делегации Ирана, возглавляемой Хасаном Рухани, на международных переговорах по иранской ядерной программе.
С 2007 по 2010 год — старший советник министра иностранных дел ИРИ Манучехра Моттаки.
С 2007 года преподаёт в Школе международных отношений Тегеранского университета.
В 2010—2012 годах — вице-президент по международным отношениям Исламского университета Азад, крупнейшего негосударственного высшего учебного заведения в Иране и на Ближнем Востоке.
С 15 августа 2013 по 25 августа 2021 года, министр иностранных дел Ирана. 25 августа его на посту главы МИД Ирана сменил Хосейн Амир Абдоллахиян.

### Санкции
В июле 2019 года Соединённые Штаты ввели санкции в отношении Зарифа, и он был идентифицирован США как «нелегитимный представитель Ирана». В ответ пресс-секретарь главы дипломатии Европейского союза Федерика Могерини заявила: «Мы сожалеем об этом решении».